# Richard Attenborough
Richard Attenborough Samuel, Nam tước Attenborough, CBE, (/ˈætənbərə/, 29 tháng 8 năm 1923 – 24 tháng 8 năm 2014) là một diễn viên,đạo diễn,nhà sản xuất phim,doanh nhân và chính trị gia cũng như Chủ tịch của Học viện Hoàng gia Nghệ thuật Sân khấu (RADA) thuộc Vương Quốc Anh
Ông đã giành được hai giải Oscar cho Gandhi năm 1983.Ông cũng giành được bốn giải thưởng BAFTA và bốn giải Quả cầu vàng.Là một diễn viên,ông được biết đến nhiều nhất với vai diễn trong phim  Brighton Rock, The Great Escape, 10 Rillington Place, Miracle on 34th Street và Công viên kỷ Jura...

## Bệnh tật và qua đời
Vào tháng 8 năm 2008, Attenborough phải nhập viện với các vấn đề về tim và đã được gắn máy trợ tim. Vào tháng 12 năm 2008, ông bị đột quỵ tại nhà và được đưa vào Bệnh viện St George, Toot, Tây Nam London. Vào tháng 11 năm 2009, Attenborough đã bán một phần của bộ sưu tập nghệ thuật phong phú của mình, bao gồm các tác phẩm của LS Lowry, Christopher RW Nevinson và Graham Sutherland, thu lại 4,6 triệu bảng tại Sotheby.
Vào tháng 1 năm 2011, ông đã bán bất động sản Rhubodach của mình trên đảo Bute ở Scotland với giá 1,48 triệu bảng.  Vào tháng 5 năm 2011, David Attenborough cho biết anh trai của ông đã phải ngồi xe lăn kể từ khi bị đột quỵ năm 2008, nhưng vẫn có khả năng tổ chức một cuộc trò chuyện. Ông ấy nói thêm rằng "Ông ấy sẽ không làm bất kỳ bộ phim nào nữa."
Vào tháng 6 năm 2012, ngay trước sinh nhật lần thứ 90 của mình, Sheila Sim đã vào nhà nghỉ hưu của các diễn viên chuyên nghiệp Denville Hall, nơi cô và Attenborough đã giúp gây quỹ. Vào tháng 12 năm 2012, vì sức khỏe ngày càng suy yếu, Attenborough chuyển đến cùng một viện dưỡng lão ở London để ở cùng vợ.
Ông qua đời vào ngày 24 tháng 8 năm 2014, năm ngày trước sinh nhật lần thứ 91 của mình.  Ông muốn tro cốt của mình được chôn trong một kho tiền tại nhà thờ St Mary Magdalene ở Richmond bên cạnh người con gái Jane Holland và cháu gái của ông – Lucy, cả hai đã chết trong trận sóng thần Ngày Boxing năm 2004. Ông đã sống sót cùng người vợ 69 tuổi, hai đứa con, sáu đứa cháu, hai đứa chắt và người em trai David.
Người vợ của ông – nữ diễn viên Sheila Sim, qua đời vào ngày 19 tháng 1 năm 2016, ở tuổi 93.